# Jakob Balde
Jakob Balde (Ensisheim, 4. siječnja 1604. – Neuburg na Dunavu, 9. kolovoza 1668.), njemački isusovac i novolatinski pjesnik 
Bio je isusovac, vjeran je sin katoličke crkve, ali i poklonik grčke stoje; nastavnik na različitim školama, dvorski historiograf i odgajatelj djece Maksimilijana I. Novolatinski je pjesnik koji se okušao u uobičajenim pjesničkim vrstama (učene rasprave, ode svecima, satire i drame). Kao i neki drugi pjesnici toga doba stavio je svu dubinu i ljepotu humanistički obojene vjerske romantike u službu preporoda, svojeg, Tridestogodišnjim ratom izopačenog i napaćaenog naroda. U vrijeme kada se sklapao Westfalski mir, zaklinja je europske diplomate da stvore pravedan i trajan mir.Najsnažnija su mu epska i satirična djela koja karakterizira stilska dotjeranost. Zbog misaonosti pjesničkog stila nazivan je "njemačkim Horacijem". 
Djela:
- "Boj žaba i miševa"
- "Pjesan o ispraznosti svijeta"
- "Polemičko-pjesnički pohod"